# Palacio Doria Spinola
El palacio Doria-Spinola o palacio Antonio Doria es un palacio italiano ubicado en Largo Eros Lanfranco, en el centro histórico de Génova. El palacio era uno  de los 163 edificios del Rolli de Génova, una de esas residencias privadas seleccionadas donde se hospedaron invitados notables de la República de Génova durante las visitas de Estado. El 13 de julio de 2006 fue agregado a la lista de 42 palacios que ahora forman el sitio del Patrimonio de la humanidad de la UNESCO en Génova: Le Strade Nuove y el sistema de los palacios del Rolli. El edificio ahora alberga la Prefectura de Génova y la sede de la Provincia de Génova. Es posible de visitar las áreas del edificio que están abiertas al público.

## El Rolli de Génova
El Rolli di Genova - o, más precisamente, la vivienda pública Rolli degli Genova (en italiano para "Listas de alojamientos públicos en Génova") eran las listas oficiales en la época de la República de los palacios privados y mansiones, pertenecientes a las familias genovesas más distinguidas que - si se eligen a través de una lotería pública - se vieron obligadas a acoger en nombre del gobierno a los visitantes más notables durante su visita de Estado a la República. Más tarde, estos palacios acogieron a muchos visitantes famosos de Génova durante su Gran Tour, un itinerario cultural alrededor de Italia.

## Historia
Antonio Doria, primo del gran almirante Andrea Doria, después de que su antigua residencia fue demolida para dar paso a la construcción de los nuevos muros, encargó el palacio a Bernardino Cantone y, más tarde, a Giovan Battista Castello. El área estaba, en ese momento, inmersa en la naturaleza cerca de la Puerta Acquasola demolida, que los mismos muros había hecho redundantes. A finales del siglo XVI, Taddeo Carlone completó la fachada con el portal de mármol en la entrada principal. En 1624 el palacio pasó a la familia Spinola , que lo expandió hacia el este con una galería ricamente decorada por Andrea Ansaldo, demolida en el siglo XIX para abrir vía a Roma. Las habitaciones principales fueron decoradas por Giovanni y Luca Cambiaso con escenas de la Guerra de Troya y batallas entre monstruos marinos. El palacio contiene una sala inspirada en la Galería de Mapas del Vaticano, que documenta los logros de la familia Doria  y, en particular, del primer propietario Antonio Doria, quién trabajó como estratega de la Corona española. En 1877, el palacio se convirtió en la sede de la Provincia de Génova y la Prefectura.